# Мандах (Монголія)
Мандах — сомон у Східно-Гобійському аймаку Монголії. Територія 12,3 тис км², населення 1,9 тис. чол.. Центр – селище Тухум розташований на відстані 190 км від Сайншанду та 500 км. від Улан-Батора.

## Клімат
Клімат різкоконтинентальний.

## Соціальна сфера
Працює середня школа, лікарня, санаторії, торговельні та культурні установи.